# Prissac
Prissac – miejscowość i gmina we Francji, w Regionie Centralnym, w departamencie Indre.
Według danych na rok 1990 gminę zamieszkiwało 771 osób, a gęstość zaludnienia wynosiła 12 osób/km² (wśród 1842 gmin Regionu Centralnego Prissac plasuje się na 505. miejscu pod względem liczby ludności, natomiast pod względem powierzchni na miejscu 32.).
Przez miejscowość przepływa rzeka Abloux.